# Steve Overland
Steve Overland (East Anglia, 16 luglio 1960) è un cantante, compositore e chitarrista britannico, celebre per essere il frontman del gruppo inglese FM.
È stato cantante anche per i Wildlife e attualmente milita anche nei The Ladder, nei Shadowman, nei Kings of Mercia e nel suo gruppo solista, gli Overland.

## Biografia
La carriera di Steve Overland iniziò nel 1980 con la formazione, assieme al fratello Chris, della band Wildlife. La band firmò un contratto con la Chrysalis Records, che pubblicò nel 1980 il disco d'esordio Burning. Nel 1983 il gruppo firmò per la Swan Song Records e pubblicò il secondo disco Wildlife, con Simon Kirke alla batteria. Il fallimento della Swan Song non permise un'adeguata pubblicazione al disco e la band si sciolse.
Overland formò così gli FM, assieme a Pete Jupp e Chris Overland.  Il primo disco pubblicato fu Indiscreet nel 1986.  Ad esso seguì nel 1989 Tough It Out,  disco che s'avvalse dei testi di Desmond Child. La band raggiunse un grande successo commerciale, grazie anche a singoli come "Frozen Heart", "Bad Luck" e "Let Love Be The Leader".
Dopo aver firmato per la Music for Nations, gli FM pubblicarono Takin' It to the Streets, a cui seguì la dipartita di Chris Overland, sostituito da Andy Barnett. Il quarto disco, Aphrodisiac, uscì nel 1992. Dopo questa uscita il gruppo firmò con la Raw Power e pubblicò Dead Man's Shoes. Nel marzo 1996 Steve Overland e Pete Jupp sciolsero gli FM per formare i So!  e pubblicare l'album d'esordio Brass Monkey.
Overland formò poi nuovi gruppi (The Ladder, Shadowman) e un suo progetto solista.  Nel 2007 vi fu la reunion degli FM. Nel 2010 la band ha pubblicato un nuovo album, Metropolis.
Nel 2022 crea i Kings of Mercia col chitarrista americano Jim Matheos, coadiuvati da Joey Vera (entrambi nei Fates Warning, e Simon Phillips.

## Discografia
Wildlife
- Burning (1980)
- Wildlife (1983)

FM
- Indiscreet (1986)
- Tough It Out - (1989)
- Takin' It to the Streets (1991)
- Aphrodisiac (1992)
- Closer to Heaven (1993)
- No Electricity Required (1993)
- Only the Strong - The Best of FM (1994)
- Dead Man's Shoes (1995)
- Paraphernalia (1996)
- Long Time No See (2003)
- Long Lost Friends (2005)
- Metropolis (2010)
- Rockville (2013)
- Rockville II (2013)
- Heroes And Villains (2015)
- Indiscreet 30 (2016)
- Atomic Generation (2018)

So!
- Brass Monkey (2000)

The Ladder
- Future Miracles (2004)
- Sacred (2007)

Shadowman
- Land Of The Living (2004)
- Different Angles (2006)
- Ghost In The Mirror (2008)
- Watching Over You (2011)

Overland
- Break Away (2008)
- Diamond Dealer (2009)
- Epic (2014)
- Contagious (2016)